# Дмитриевка (Новоузенский район)
Дмитриевка  — село в Новоузенском районе Саратовской области России, административный центр Дмитриевского сельского поселения. Село расположено на правом берегу реки Большой Узень примерно в 24 км (по прямой) к СЗС от районного центра города Новоузенска.
Население - 738 (2010).

## История
Основано в 1830 году русскими и украинскими крестьянами-переселенцами.
Казённая деревня Дмитриевка (она же Красный Яр) упоминается в Списке населенных мест Российской империи по сведениям 1859 года. В 1859 году в населённом пункте проживало 467 жителей. Деревня относилась к Новоузенскому уезду Самарской губернии.
Согласно Списку населённых мест Самарской губернии 1910 года Дмитриевка относилась к Куриловской волости, здесь проживало 426 мужчин и 424 женщины, село населяли бывшие государственные крестьяне, преимущественно русские, православные, в селе имелись церковь, 2 земские смешанные школы, 3 ветряные мельницы.
В 1919 году в составе Новоузенского уезда село включено в состав Саратовской губернии.
21 февраля 1921 года Дмитриевка была занята бандой Вакулина, откуда уже под руководством Попова двинулась дальше на север на Осинов Гай.
При Советской власти Дмитриевка стала центром одноимённого сельсовета и колхоза имени Калинина. В Великую Отечественную войну на средства, собранные колхозниками села были построены боевые самолёты и целую танковую колонну. Из 450 ушедших на фронт жителей села более 200 не вернулись домой.

## Население
Динамика численности населения по годам:
| 1859 | 1889 | 1897 | 1910 | 1987 | 2002 |
| ---- | ---- | ---- | ---- | ---- | ---- |
| 467  | 525  | 783  | 850  | ≈730 | 776  |

| 2002 | 2010 |
| ---- | ---- |
| 780  | ↘738 |

Национальный состав
Согласно результатам переписи 2002 года большинство населения составляли русские (84 %).